# Jasmine Gregory
Jasmine Gregory (* 1987 in Washington, D.C., USA) ist eine amerikanische Künstlerin, die in Zürich lebt und arbeitet. Gregorys Arbeiten thematisieren Spannungen zwischen künstlerischer Produktion, Malereigeschichte und Subjektivität in institutionellen und kommerziellen Kontexten sowie abstrakte Vorstellungen von Kultur und Ware.

## Werdegang
Jasmine Gregory absolvierte 2009 einen Bachelor an der School of Visual Arts in New York und 2020 einen Master an der Zürcher Hochschule der Künste in Zürich. Sie war 2023 nominiert als Finalistin für den Swiss Art Award.

## Werk
Jasmine Gregory setzt sich in ihrer künstlerischen Praxis satirisch mit abstrakten Konzepten von Liebe und Ware auseinander. In Malerei, Skulptur und Installation beleuchtet sie das Spannungsfeld künstlerischer Produktion im Kontext von Werten, Hierarchien und Machtstrukturen, die den sozialen Raum durchdringen. Ihre Arbeiten hinterfragen ästhetische Diskurse, Kunstproduktion, Kommerzialisierung sowie die Weitergabe von Reichtum und Status.
Gregorys Gemälde und Skulpturen sind reich an historischen Bezügen und spiegeln eine kritische, manchmal sarkastische Auseinandersetzung mit Malerei als zeitgenössischem Medium wider. Ihr Stil schwankt zwischen Akademismus und Amateurismus, düster und komödiantisch, um unkonventionelle Beziehungen innerhalb der Komposition zu schaffen und den traditionellen Diskurs der Malerei zu hinterfragen. Gregory bezieht sich sowohl auf Persönlichkeiten der Kunstgeschichte als auch der Popkultur, von Carol Rama, Jackson Pollock und Rosemarie Trockel bis hin zu Patek Philippe.
In ihrer Serie "Estate Sale" nutzt Gregory Werbeanzeigen von Banken und Luxusmarken, um die Hyperkapitalisierung der amerikanischen Konsumgesellschaft und die Schweizer Finanzelite zu kritisieren. Ihre Collagen aus Atelierabfällen, Strasssteinen, Schleifen, Lametta und Statussymbolen wie Hermès-Schuhkartons tragen ironische Titel wie "Better Than Botox", die dem amerikanischen Trash-TV entlehnt sind.
Oftmals sind ihre Werke in den Ausstellungen schlecht beleuchtet, werden auf dem Boden platziert oder in Vitrinen gesetzt. In ihrer Serie der "Bundles" verpackt sie Malereien in Plastiktüten. Immer wieder kritisiert Jasmine Gregory in ihren Arbeiten auch die Mechanismen des Kunstmarkts.

## Einzelausstellungen
- 2020 Trouble at Casa Amor, Karma International, Zürich, Schweiz[14]
- 2021 Home Improvements, Park View / Paul Soto, Brüssel, Belgien[15]
- 2022 Heirlooms, King’s Leap, New York, USA[16]
- 2022 Mommie Dearest, Istituto Svizzero, Mailand, Italien[17]
- 2022 Mommie Dearest: A Sword That Cuts Both Ways, Karma International, Zürich, Schweiz[18]
- 2023 If I Can’t Have It, No One Can, CAPC Musée d’art contemporain de Bordeaux, Bordeaux, Frankreich[19]
- 2023 A Little Newer, A Little Better, A Little Sooner Than Is Necessary, SOPHIE TAPPEINER, Wien, Österreich[20]
- 2023 Believe in ur Dreams, Martina Simenti, Mailand, Italien[21]
- 2024 I’d Rather Be Mourning, Karma International, Zürich, Schweiz[22]
- 2024 Who Wants To Die for Glamour, MoMa PS1, New York, USA[23]